# Sławomir Gołaszewski
Sławomir Gołaszewski, ps. „dr Avane”, „Audiomara”, „Sławoj Merlin” (ur. 1 lutego 1954 w Warszawie, zm. 16 lipca 2015) – polski filozof kultury, poeta, kompozytor, muzyk, dziennikarz i felietonista. Jeden z propagatorów kultury alternatywnej w Polsce. 

## Życiorys
Studiował w Warszawie, Amsterdamie oraz Krakowie.
Autor książek m.in. Reggae-Rastafari, Dapspolski. Regementarz – Antologia, tekstów naukowych i publicystycznych, ostatni z redaktorów naczelnych miesięcznika „Non-Stop”, reporter „Czwartego Wymiaru” oraz „Wegetariańskiego Świata” i recenzent „Gazety Konopnej Spliff”. Bohater i współscenarzysta komiksu Szawła Płóciennika Moja Terapia. W Polskim Radiu Programie III prowadził program „Pieśni wędrowców” traktujący o reggae i rastafarianiźmie. Współtwórca festiwalu muzycznego Róbrege.
Współpracował z Teatrem Źródeł Jerzego Grotowskiego, współtworzył muzykę dla Teatru Adekwatnego. Pracował w Instytucie Aktora – Teatrze Laboratorium we Wrocławiu, Drugim Studio Wrocławskim i w Centrum Animacji Kultury w Warszawie. Prowadził Pracownię Etnozofii przy Instytucie Przemiany Czasu w Przestrzeń w Wolimierzu, kierując jej działem sondaży i analiz.
W latach 80. związał się z muzyczną sceną undergroundową współpracując z zespołami m.in. Kultura, Izrael i Armia. Jest autorem tekstów m.in. do jednego z albumów zespołu Habakuk. Producent składanki Fala 1984, znawca muzyki etnicznej i World Music. Twórca takich projektów muzycznych, jak Maxidap czy Asunta. Do końca pozostawał twórczo aktywny, działając pod pseudonimem Audiomara jako producent i performer.